# Edificio Champs Elysées
Das Edificio Champs Elysées ist ein Bauwerk in der uruguayischen Landeshauptstadt Montevideo.
Das 1983 errichtete Gebäude befindet sich im Barrio Pocitos am Bulevar Artigas 1318 zwischen den Straßen Guaná und Chaná. Für den Bau zeichnete als Architekt Raúl Sichero Bouret verantwortlich. Nach einem Bericht der uruguayischen Tageszeitung El País aus dem Jahr 2008 wohnte der zu jener Zeit 92-jährige Sichero selbst in dem Gebäude. Das Edificio Champs Elysées ist als Wohnappartementhaus konzipiert.
In einer Liste des Instituto de Historia de la Arquitectura (IHA) ist das Gebäude mit der Empfehlung des Schutzes als Bien de Interés Municipal oder der eines „umfassenden Katalogschutzes (Grad 3)“ (Protección integral (Grado 3) por catálogo) versehen. Nach dieser Liste ist es Gegenstand des Entwicklungsplans Plan Especial de Pocitos.